# 五城目郵便局
五城目郵便局（ごじょうめゆうびんきょく）は、秋田県南秋田郡五城目町にある郵便局。民営化前の分類では集配特定郵便局であった。

## 概要
住所：〒018-1799 秋田県南秋田郡五城目町字下タ町112-1

### 出張所（局外ATM）
民営化後は、ゆうちょ銀行仙台支店の出張所となった。
- イオンスーパーセンター五城目店内出張所

## 沿革
- 1874年（明治7年）4月1日 - 五十目（ごじょうめ）郵便取扱所として開設[1]。
- 1875年（明治8年）1月1日 - 五十目郵便局（五等）となる。
- 1885年（明治18年）5月10日 - 貯金取扱を開始。
- 1896年（明治29年）
  - 3月16日 - 五城目郵便局に改称[2]。
  - 7月1日 - 小包郵便取扱を開始[3]。
- 1897年（明治30年）
  - 3月6日 - 五城目郵便電信局（三等）となる[4]。
  - 5月21日 - 電信為替取扱を開始[5]。
- 1903年（明治36年）4月1日 - 通信官署官制の施行に伴い五城目郵便局となる。
- 1920年（大正9年）11月26日 - 特設電話加入申込の受理を開始[6]。
- 1921年（大正10年）
  - 2月16日 - 電話通話事務を開始[7]。
  - 10月13日 - 火災で類焼[8]。
  - 10月15日 - 10月21日からの電話交換業務開始を告示[9]。
  - 10月20日 - 電話交換業務の延期を告示[10]。
- 1922年（大正11年）3月21日 - 電話交換業務を開始[11]。加入数67名。
- 1969年（昭和44年）2月23日 - 電話交換、電話通話、電報受付、和文電報配達の各業務を五城目電報電話局に移管[12]。
- 1986年（昭和61年）3月31日 - 馬場目郵便局の廃止に伴い、取扱業務の内、電気通信業務以外の業務[13]を継承。
- 1987年（昭和62年）10月 - 局舎新築。
- 2002年（平成14年）3月25日 - 内川郵便局から集配業務を移管。
- 2007年（平成19年）10月1日 - 民営化に伴い、併設された郵便事業秋田支店五城目集配センターに一部業務を移管。
- 2012年（平成24年）10月1日 - 日本郵便株式会社発足に伴い、郵便事業秋田支店五城目集配センターを五城目郵便局に統合。
- 2022年（令和4年）9月28日 - 五城目署と合同で、局員や近隣金融機関行員約15人が参加し、当局にて強盗と特殊詐欺防止訓練を実施[14]

## 取扱内容
- 郵便、印紙、ゆうパック、チルドゆうパック、内容証明、国際郵便
- 貯金、為替、振替、振込、国債、財形定額貯金
- 生命保険、バイク自賠責保険、がん保険、引受条件緩和型医療保険
- ゆうちょ銀行ATM
- 南秋田郡五城目町内全域（〒018-17xx、018-18xx）の集配業務

## 周辺
- NTT東日本五城目電話交換所[15]
- 福禄寿酒造
- 五城目町役場
- 五城目警察署
- 国道285号
- 馬場目川

## アクセス
- 秋田中央交通バス 五城目駅停留所下車
- 秋田自動車道 五城目八郎潟ICから東へ約3km
- 駐車場あり：10台